# Dayton Air Strikers
I Dayton Air Strikers sono una società di pallacanestro statunitense con sede a Kettering, nell'Ohio.
Nacquero nel 2010 nella PBL. Dopo la prima stagione si trasferirono nella IBL come branding team (squadra non ufficialmente aderente alla lega che disputa partite valide per il campionato). Aderirono di nuovo alla PBL per la stagione 2012. Nel 2013 si trasferirono nella CBL. Nel 2014 cambiarono nuovamente lega, associandosi alla UBA.

## Stagioni
| Stagione | Lega | Denominazione       | V | P  | %     | Piazzamento | Play-off |
| -------- | ---- | ------------------- | - | -- | ----- | ----------- | -------- |
| 2011     | PBL  | Dayton Air Strikers | 3 | 18 | 14,3  | 7º          | -        |
| 2011     | IBL  | Dayton Air Strikers | 5 | 0  | 100,0 | 1º          | -        |
| 2012     | PBL  | Dayton Air Strikers | 6 | 11 | 35,3  | 3º          | -        |
| 2013     | CBL  | Dayton Air Strikers | 1 | 1  | 50,0  | 5º          | -        |